# クナイフ
クナイフ（Kneiff）は、ルクセンブルクとベルギーとドイツとの三国国境付近にある、ルクセンブルク北部トロワヴィエルジュのコミューンの中にある丘である。標高560 m。それはブルクプラッツの丘より1 m高く国内で1番標高の高い地点である。ブルクプラッツの丘はしばしばルクセンブルク最高地点と誤って見なされる。クナイフの丘はヴィルヴェルダンジュの町の近くにある。